# الساندرو فاوالی
الساندرو فاوالی (انگلیسی: Alessandro Favalli؛ زادهٔ ۱۵ نوامبر ۱۹۹۲) بازیکن فوتبال اهل ایتالیا است.
از باشگاه‌هایی که در آن بازی کرده‌است می‌توان به باشگاه فوتبال گوریتسا، باشگاه فوتبال پارما، باشگاه فوتبال کرمونزه، باشگاه فوتبال پادوا، و باشگاه فوتبال چزنا اشاره کرد.
وی همچنین در تیم ملی فوتبال زیر ۲۰ سال ایتالیا بازی کرده‌است.